# Peyzieux-sur-Saône
Peyzieux-sur-Saône – miejscowość i gmina we Francji, w regionie Owernia-Rodan-Alpy, w departamencie Ain.

## Demografia
Według danych na rok 1990 gminę zamieszkiwało 245 osób, a gęstość zaludnienia wynosiła 28,2 osób/km². W styczniu 2012 r. Peyzieux-sur-Saône zamieszkiwało 590 osób, przy gęstości zaludnienia wynoszącej 68,1 os./km².